# Marcel Dettling
Marcel Dettling, né le 1er février 1981 à Einsiedeln (originaire d'Oberiberg), est une personnalité politique suisse, membre de l'Union démocratique du centre (UDC). 
Il est député du canton de Schwytz au Conseil national depuis novembre 2015 et président de l'UDC depuis le 23 mars 2024.

## Biographie
Marcel Dettling naît le 1er février 1981 à Einsiedeln. Il est originaire d'une autre commune du canton de Schwytz, Oberiberg. Il est le troisième d'une fratrie de cinq enfants. Il perd sa mère d'un cancer du sein alors qu'il est âgé de 12 ans.
Après un apprentissage d'agriculteur, qu'il entame à Sermuz, dans le canton de Vaud, et au cours duquel il a notamment l'UDC Jean-Pierre Grin comme professeur, il devient agriculteur à Oberiberg sur le domaine familial.
Il est marié à Priska Dettling, infirmière de formation, et père de trois enfants.

## Parcours politique
Il est l'un des membres fondateurs des Jeunes UDC du canton de Schwytz et déclare s'être politisé lors du référendum sur l'adhésion de la Suisse à l'Espace économique européen.
Le 18 octobre 2015, il crée la surprise en décrochant un siège au Conseil national, au détriment du socialiste Andy Tschümperlin, alors qu'il avait décidé de quitter la politique au terme de la campagne. Il est réélu le 20 octobre 2019 et le 22 octobre 2023, les deux fois en première position des quatre élus,. Il siège à la Commission de la science, de l'éducation et de la culture (CSEC) jusqu'au 8 janvier 2019, puis à la Commission de l'économie et des redevances (CER).
Il est le chef de campagne de l'initiative de limitation de l'immigration en 2020. Il est évoqué la même année pour reprendre la présidence de l'UDC. À la fin de 2021, il est désigné chef de campagne de l'UDC pour les élections fédérales suisses de 2023. Il devient président de l'UDC le 23 mars 2024 (seul candidat), succédant à Marco Chiesa.
Il est membre de l'Action pour une Suisse indépendante et neutre.

### Positionnement politique
Il se positionne principalement sur les sujets de l'agriculture et de la migration. 
Il s'inscrit pleinement dans la ligne dite blochérienne de son parti sur les relations avec l'Union européenne et sur le dossier de l'immigration.